# Parafia Najświętszego Serca Pana Jezusa w Wysokiej
Parafia pw. Najświętszego Serca Pana Jezusa w Wysokiej – parafia rzymskokatolicka znajdująca się w Wysokiej. Należy do dekanatu Branice diecezji opolskiej. Duszpasterzem w parafii jest ks. Bernard Kontny od 1995.

## Historia parafii
Wysoka należała pierwotnie do parafii Neplachovice w diecezji ołomunieckiej. Po wojnach śląskich miejscowość znalazła się w granicach Prus i została odcięta od Neplachovic, które pozostały w Monarchii Habsburgów. Od 1780 należała do parafii w Branicach. W 1896 wybudowany kościół i w 1922 powstała samodzielna parafia na obszarze dystryktu kietrzańskiego. Językiem kazań był niemiecki. Od 1945 w Polsce. W 1972 powstała diecezja opolska, co zakończyło okres formalnej przynależności do archidiecezji ołomunieckiej.